# Veni creator spiritus (Pärt)
Pour l’article homonyme, voir Veni Creator Spiritus.
Veni creator spiritus est une œuvre pour chœur mixte et orgue écrite en 2006 par Arvo Pärt, compositeur estonien associé au mouvement de musique minimaliste. Cette œuvre a été composée pour la Conférence épiscopale allemande et créée par le chœur de la cathédrale Saint-Sauveur de Fulda sous la direction de Franz-Peter Huber.

## Discographie
- Sur le disque Creator Spiritus, par le Theatre of Voices dirigé par Paul Hillier chez Harmonia Mundi, 2012.